# Paul Hauman
Paul Hauman (13 agosto 1883 – 21 febbraio 1978) è stato un calciatore belga naturalizzato norvegese, di ruolo attaccante.

## Carriera

### Club
Hauman vestì la maglia dello Skill de Bruxelles, dell'Olympia Club de Bruxelles, del Racing Club de Bruxelles, del Mercantile, ancora del Racing Club de Bruxelles, dello Standard Liegi e del Wavre Sport.

### Nazionale
Disputò una partita per la Norvegia, precisamente la prima della storia della Nazionale: fu infatti in campo nella sconfitta per 11-3 contro la Svezia, in una sfida datata 12 luglio 1908.